# Породице птица певачица
Ред птица певачица (лат. Passeriformes) обухвата око 110 породица, организованих у неколико подреда и надпородица:
- подред Acanthisitti — новозеландски царићи

- породица Acanthisittidae

- подред Tyranni — крешталице

- породица Eurylaimidae — ширококљунке
- породица Sapayoidae — сапаје
- породица Pittidae — пите
- породица Tyrannidae — тиранке
- породица Tityridae — жалоснице
- породица Cotingidae — украснице
- породица Pipridae — манакини
- породица Furnariidae — лончарице
- породица Thamnophilidae — мраварице
- породица Formicariidae — земне мраварице
- породица Grallariidae — мравопите
- породица Rhinocryptidae — тупакуле
- породица Conopophagidae — комарке
- породица Melanopareiidae — полумесечарке

- подред Passeri — праве певачице

- породица Menuridae — лире
- породица Atrichornithidae — жбунарке
- породица Maluridae — рајски царићи
- породица Dasyornithidae — чекињарке
- породица Acanthizidae — трнокљунке
- породица Meliphagidae — медарице
- породица Pardalotidae — царићи провирљивци
- породица Melanocharitidae — дугокљунице, бобичарке
- породица Callaeidae — седлокљунке
- породица Cnemophilidae — сатенске птице
- породица Neosittidae — аустралијски бргљези
- породица Vireonidae — зеленке
- породица Campephagidae — сврачколике кукавице
- породица Pachycephalidae — аустралијски сврачколики дроздови
- породица Oriolidae — вуге
- породица Paramythiidae — шарене бобичарке
- породица Artamidae — аустралијске свраке
- породица Malaconotidae — жбуносврачци
- породица Platysteiridae — сврачколике мухарице
- породица Aegithinidae — јоре
- породица Pityriaseidae — борнеанске чекињарке
- породица Prionopidae — шлемашице
- породица Vangidae — ванге
- породица Dicruridae — дронгои
- породица Monarchidae — рајске мухарице
- породица Rhipiduridae — лепезорепке
- породица Paradisaeidae — рајске птице
- породица Corcoracidae — аустралијске блатарке
- породица Laniidae — сврачци
- породица Corvidae — вране
- породица Colluricinclidae — сврачколики дроздови
- породица Cinclosomatidae — препеличасти дроздови
- породица Falcunculidae — ћубасте сврачкосенице
- породица Climacteridae — аустралијски пузићи
- породица Turnagridae — новозеландске вуге
- породица Ptilonorhynchidae — будоарке
- породица Orthonychidae — тркуље
- породица Pomatostomidae — аустралијске брбљуше
- породица Petroicidae — аустралијски царићи
- породица Picathartidae — ћелаве свраке
- породица Chaetopidae — скакачице
- породица Eupetidae — петлованске брбљуше
- породица Regulidae — краљићи
- породица Irenidae — плавоптице
- породица Chloropseidae — лишћарице
- породица Nicatoridae — никатори
- породица Panuridae — бркате сенице
- породица Alaudidae — шеве
- породица Hirundinidae — ласте
- породица Pnoepygidae — краткокрилке
- породица Macrosphenidae — афричке грмуше
- породица Phylloscopidae — звиждаци
- породица Aegithalidae — дугорепе сенице
- породица Cettiidae — цвркутићи
- породица Locustellidae — цврчићи
- породица Donacobiidae — донакобијуси
- породица Bernieridae — мадагаскарске грмуше
- породица Acrocephalidae — трстењаци
- породица Pycnonotidae — булбули
- породица Cisticolidae — шивачице
- породица Timaliidae — брбљуше
- породица Pellorneidae — земне брбљуше
- породица Leiothrichidae — смејући дроздови
- породица Sylviidae — грмуше
- породица Zosteropidae — белооке
- породица Cinclidae — воденкосови
- породица Muscicapidae — мухарице Старог света
- породица Turdidae — дроздови
- породица Buphagidae — кљувачи
- породица Sturnidae — чворци
- породица Mimidae — птице ругалице
- породица Sittidae — бргљези
- породица Tichodromadidae — пузгавци
- породица Certhiidae — пузићи
- породица Salpornithidae — индијски шарени пузићи
- породица Troglodytidae — царићи
- породица Polioptilidae — комарице

- надпородица Passeroidea — зебасте птице

- породица Passeridae — прави врапци
- породица Prunellidae — попићи
- породица Motacillidae — плиске и трептељке
- породица Urocynchramidae — пржевалскијеве зебе
- породица Estrildidae — естрилде
- породица Ploceidae — ткаље
- породица Viduidae — удовице
- породица Peucedramidae — маслињарке
- породица Fringillidae — праве зебе
- породица Icteridae — америчке вуге
- породица Parulidae — шумске грмуше
- породица Thraupidae — танаџери
- породица Cardinalidae — кардинали
- породица Emberizidae — стрнадице и амерички врапци
- породица Coerebidae — бананарке
- породица Paridae — сенице
- породица Remizidae — сенице вуге
- породица Stenostiridae — америчке мухарице
- породица Bombycillidae — свилорепе
- породица Dulidae — палмине чаврљинке
- породица Ptilogonatidae — свиласте мухарице
- породица Hypocoliidae — хипоколијуси
- породица Mohoidae — хавајске нектарке
- породица Nectariniidae — сунчане птице
- породица Dicaeidae — цвећарке
- породица Promeropidae — шећерне птице